# Deka Wanko
Deka Wanko nasce come serie manga di genere josei, scritta da Kozueko Mirimoto e pubblicata a partire dal 2008. È stata adattata in un dorama stagionale invernale in 10 puntate (+ 2 Special) di Nihon TV, mandato in onda nel 2011.
Il titolo richiama il termine gergale utilizzato in giapponese per riferirsi al funzionario di polizia, Deka, mentre Wanko è termine affettuoso per indicare un cucciolo di cane.

## Trama
La storia segue le avventure di Ichiko, una giovane donna che si veste sempre in moda Lolita: in realtà dietro la sua apparenza si cela un abilissimo detective della squadra omicidi della polizia metropolitana di Tokyo.
Pur essendo spesso maldestra, riesce a risolvere i casi che le vengono affidati grazie al suo senso dell'olfatto, che supera quello del migliore dei cani poliziotto.

## Episodi
1. Her rival is a police dog
2. The targeted female officer
3. Operation lovey-dovey newlyweds
4. What does a lie smell like
5. You were a dog in your past life?
6. Who's the good-looking detective
7. Suspect X's misplaced anger
8. Is this the last episode?
9. The police dog spoke?
10. Love and bond! Love for division 13
11. SP 1: Deka Wanko Chotto dake ritānzu
12. SP 2: Deka Wanko shinshun supesharu